# Eriogonum helichrysoides
Eriogonum helichrysoides är en slideväxtart som först beskrevs av Gandoger, och fick sitt nu gällande namn av David Prain. Eriogonum helichrysoides ingår i släktet Eriogonum och familjen slideväxter. Inga underarter finns listade i Catalogue of Life.